# Zwartvleugelwielewaal
De zwartvleugelwielewaal (Oriolus nigripennis) is een zangvogel uit de familie Oriolidae (Wielewalen en vijgvogels).

## Verspreiding en leefgebied
Deze soort komt voor in westelijk en centraal Afrika, met name van zuidelijk Guinee tot zuidoostelijk Zuid-Soedan, Kameroen en Angola.

## Status
De grootte van de populatie is niet gekwantificeerd maar de soort wordt omschreven als schaars tot algemeen. Op de Rode lijst van de IUCN heeft deze soort de status niet bedreigd.